# Тарквіції (рід)
Тарквіції — патриціанський рід у Стародавньому Римі. Мав етруське коріння. Втім вага цього роду у республіці та імперії не була значною. Серед Тарквіціїв було декілька консулів, здебільшого ж вони обіймали середню ланку державної служби.

Гілки Тарквіціїв: Пріск, Катул.

## Найвідоміші Тарквіції
- Луцій Тарквіцій Флакк, начальник кінноти у 458 році до н. е. при диктаторі Луції Квінкції Цинціннаті.
- Марк Тарквіцій Пріск, консул 58 року, проконсул у Фракії з 59 до 61 року
- Гай Тарквіцій, очільник монетного двору у 82 році.
- Тарквіцій, поет часів імператора Веспасіана